# 루쉰
루쉰(중국어 간체자: 鲁迅, 정체자: 魯迅, 병음: Lǔ Xùn, 1881년 9월 25일 ~ 1936년 10월 19일)은 중국의 소설가이다. 본명은 저우수런(중국어 간체자: 周树人, 정체자: 周樹人, 병음: Zhōu Shùrén)이며, 자는 예재(豫才), 루쉰은 새롭게 지은 필명이다. 이외 영비(令飛), 하간(何幹) 등 100개 넘는 필명을 사용하면서 반정부 논객으로 많이 활동하였다.
중국의 작가 가운데 한 사람인 저우쭤런과 생물 연구자였던 저우젠런은 그의 남동생이다.
대표작으로 『아큐정전(阿Q正伝)』, 『광인일기(狂人日記)』 등이 있으며, 특히 단편 『광인일기』는 중화민국의 봉건의 상징이었던 전통 문화를 강력하게 비판하면서 프롤레타리아 독재를 위한 민중의 각오와 행동을 촉구하게 되는 단편소설로 <신청년>에 1918년에 수록되었다.

## 생애
저장 성(浙江省) 사오싱 시(紹興市)의 지주 집안에서 태어났다. 할아버지가 중앙정부의 내각중서(內閣中書)였기에 유년기는 비교적 유복했다. 유년기 이름은 아장(阿長)이었고, 학명은 장수(樟壽), 자는 예산(豫山). 학당에 들어가면서 자를 가지고 '우산'(雨傘)이라고 놀림받자 예재(豫才)로 바꿨다고 한다.
소년 시절 할아버지가 지역 과거시험의 부정사건에 연루되어 투옥되고, 아버지마저 동네 의원의 잘못된 처방으로 병사하면서 가정이 기울었고 생활고를 겪었다. 17세 때는 난징시의 강남수사학당(江南水師學堂)이라는 군사학교에 들어갔고, 서양식 설비와 교과목을 갖춘 광무철로학당(磺務鐵路學堂)에서 국비지원을 받아 공부를 했고, 엄복(嚴復)이 토머스 헨리 헉슬리의 〈진화와 윤리〉중 일부를 번역한〈천연론〉(天演論)을 우연히 접한 뒤 사회진화론과 같은 서양 근대사상의 영향도 받았지만, 그는 엄복과는 달리 인민대중에 관심을 돌리고 현실주의 소설과 사회투쟁의 길을 택하였다.
광무철로학당 졸업 후 22세 때 관비유학 자격으로 일본으로 유학, 고분학원(弘文學院)에 입학해 일본어와 과학 기초지식을 배운 뒤 1904년 9월부터 센다이 의학 전문학교에서 수학했다. 이 무렵부터 사상적으로는 혁명파에 속해 반만주족 혁명단체인 광복회(光復會)에도 가입했다. 그러다 2학년 때 환등기를 이용해 수업하던 세균학 수업에서 수업중 보여주던 시사 관련 자료 가운데 러일전쟁에서 러시아군의 스파이 노릇을 하다 일본군에게 간첩 혐의로 잡힌 중국인이 사형당한 장면과 그것에 분개하기보다 남의 일로 여기던 학우들의 모습을 보게 된다. 사형장면을 구경하던 동료들의 정신에 문제가 있다는 생각에 의학도의 길을 포기하고 현실주의 소설을 선택, 도쿄로 옮겨서 글을 쓰기 시작했다고 한다.(《납함》 자서)
당시 일본의 관립학교에서 중국인 유학생의 입학은 청나라 공사(公使)의 추천서를 통해 이루어졌고(중학 이상의 학력 조건이 붙었다), 시험 없이 입학한 루쉰이었지만 당시 의학전문학교에서 일본인 학생들조차 졸업시험까지 가는 경우는 입학자 100명에 졸업 응시자 50명꼴로 드물었으며 루쉰처럼 1년 7개월 만에 중도에 그만두는 경우도 많았다. 입학한 첫 해 시험에서 루쉰은 백 명 가운데 중간 정도의 성적으로 60점 정도의 성적을 거두었으며, 그는 400엔이라는, 당시 중학교 교사의 수입을 넘는 거액 장학금을 일본 정부로부터 받았다. 그는 2학년에 올라간 뒤는 기말 시험 성적에 대해 일본인 동기생들에게서 억울하게도 '시험 문제 유출이 있었다'고 의심받은 일도 있었는데, 입학 첫 해부터 담임을 맡아줬던 해부학 후지노 겐쿠로(藤野嚴九郎) 교수가 호의로 루쉰의 노트에 첨삭을 해줬다는 점도 그런 의심을 받게 된 원인이었다. 중국 유학생인 루쉰 자신이 일본에서 수업 수행에 대한 차별 감정을 느끼던 차에도 중국 동포들이 처형되는 장면에 루쉰이 학업을 그만두어야겠다는 생각을 하게 되었다고 기술했는지도 모른다.
1906년 3월에 센다이 의학 전문학교 퇴학하고 도쿄 생활을 시작하지만, 소설 창작은 미뤄둔 상태였다. 이때 친구 첸시엔동(錢玄同), 즉 진신이(金心異)에게 루쉰은 다음과 같이 말했다.
가령 철로 밀폐된 방이 있다고 치세. 창문은 하나도 없고, 절대로 부술 수도 없는 방일세. 그 속에 많은 사람들이 곤히 잠들고 있어. 그러니 오래 지나지 않아 모두 다 질식해 죽어버릴 걸세. 그러나 그들은 혼수상태에서 그대로 죽음으로 옮겨가는 거니까 죽음의 슬픔은 느끼지 못하는 거야. 그런데 자네가 지금 큰 소리를 쳐서, 다소 의식이 뚜렷한 몇 사람들을 깨우면, 그들 불행한 사람들에게 도저히 구원의 길이 없는 임종의 고통을 맛보게 하도록 하는 것이 되는데, 그래도 자네는 그들에게 못할 짓을 저지른 꼴이라고 생각되지 않을까?

이는 당시 자신의 나라인 중국을 결코 단번에 부술 수 없는 철로 밀폐된 방과, 그 안에서 깊은 잠에 빠진 채 질식해 죽어갈 사람들에 비유한 것이며, 구원해줄 수 없는 희망을 품은 소설 따위는 안 쓰는 것이 오히려 낫지 않느냐는 의문이었다. 진신이는 이에 다음과 같이 대답했다. "그러나 이미 눈뜬 사람이 몇이라도 있다면 그 철로 된 방을 때려 부술 희망이 전혀 완전히 없다고는 할 수 없지 않을까?" 루쉰은 이러한 말의 영향을 받아 그의 첫 번째 소설 『광인일기』를 쓰게 되었다고 한다.(『납함』 자서). 중국에 귀국한 루쉰은 어머니가 소개해 준 세 살 연상의 주안(朱安)이라는 여성과 혼례를 올렸으나 2주 후 아우인 저우쭤런과 함께 다시 도쿄에 돌아갔고, 그 곳에서 발간을 준비했던 잡지 「신생(新生)」은 여러 사정으로 무산되었으나, 「하남(河南)」이라는 잡지에 2년 간 '파악성론(破惡聲論)', '문화편지론(文化偏至論)', '마라시역설(魔羅詩力說)' 등 강한 반항정신이 담긴 문장을 썼고, 또한 동부 유럽 여러 나라의 단편 번역 《역외소설집(域外小說集)》을 저우쭤런과 공역해 출판했다.
1909년 귀국하여 향리에서 교원으로 있으면서 외국 소설 번역과 중국 고전을 연구했다. 항저우와 샤오싱 등을 거쳐, 1912년에 민주주의와 자본주의의 혁명인 신해혁명이 일어나자 이에 커다란 기대로 중화민국 임시정부(中華民國臨時政府)의 교육부원(敎育部員)으로서 참가했다. 이 때 쑨원이 위안스카이에 의해서 권력을 빼앗김과 동시에 정부가 난징에서 베이징으로 이전하면서 함께 옮겨갔다. 그러나 혁명 후 중국에서 맞는 현실에 실망하는 한편, 위안스카이 정부에 대한 반동도 있어 잠시 침묵의 생활을 보냈다. 문학혁명이 개시되자 잡감(雜感)이라고 불리는 현실 비평에 나서는 한편, 구도덕에 대한 부정, 민중 정신을 제창하게 된 '광인일기'를 1918년에 잡지 「새청년」에 발표한 것이 중국 근대문학의 중요한 사건으로 언급된다(이것은 1911년 시작된 문학혁명 운동의 연장선 상에서 방향을 특정하게 형성한 성격이 있었다). 이후 '루쉰' 및 실명이 아닌 100여 개가 넘는 아주 많은 필명을 사용하고 투쟁 활동에 나섰는데 이는 그가 모든 중국의 전통과 질목에 대하여 반항하는 성격을 가졌다. '미명사'(未名社), '어사사'(語絲社) 등의 문학단체에 의한 문학운동에 나서는 동시에 베이징 대학 강사로 출강하면서는 공산주의 혁명의 청년 인력들도 양성하였다. 이밖에 각 대학에서 강의한 '중국소설사략(中國小說史略)'은 고대 중국의 신화, 전설에서 청말까지의 중국소설사를 논하였으며 중국 소설사의 초기작품이었다(그때까지의 중국의 전통적 문학관에서 근대 소설은 사학이나 시학에 비해 그 위치가 확립되지 못했고 연구가 폭넓지 않았지만, 루쉰의 소설 창작과 연구는 이러한 계기에 백화문 창작에 의미를 부여했고 흩어진 소설 단편을 모으는 작업도 하고 있었다).

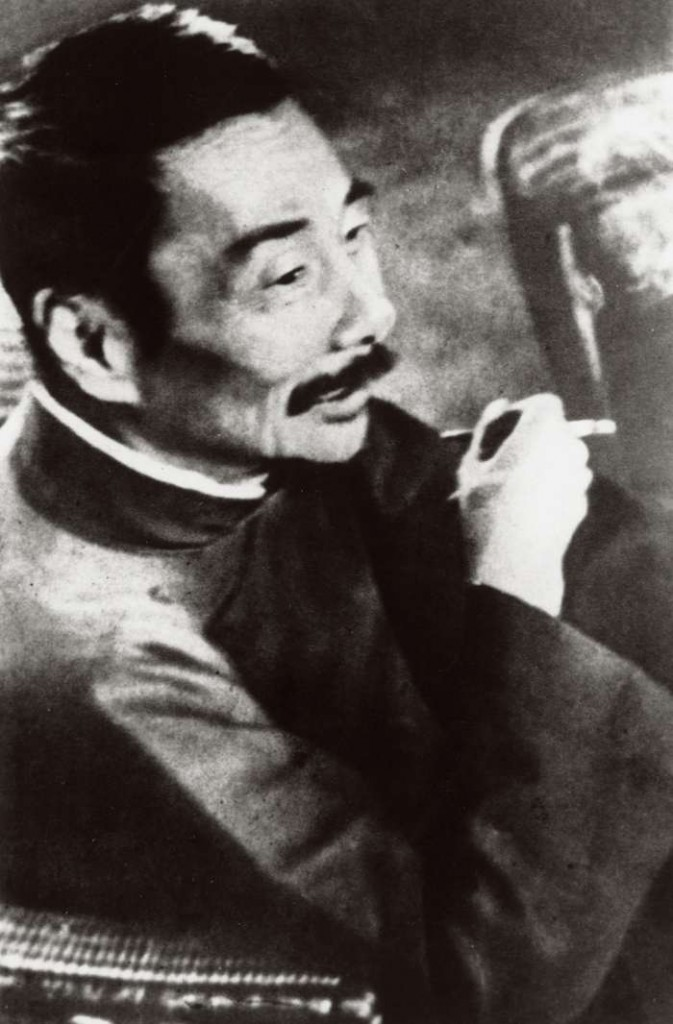
루쉰

이후로 그의 대표작이며 중국 근대문학의 걸작인 「아큐정전」이라는 중국 사회의 현실과 민중 정신을 담아낸 소설을 발표하였다. 1926년의 북양 정부와 공산당과 가까운 학생 시민 데모 충돌 뒤 잇따른 충돌 사건 뒤에는 베이징을 탈출, 남하하여 샤먼(廈門)을 거쳐 광저우(廣州)로 옮기었으며, 다시 장제스의 국민당 혁명으로 중화민국 국민정부 수립 후는 상하이로 피신하였다. 상하이에서는 1930년대 초반부터 국민 정부와 투쟁을 가속시키기 위해 공산당에서 세운 지하 좌익작가 연맹에 발기인으로 비중있게 참여한 뒤는 공산당 혁명과 거리를 둔 작가들과 뿐 아니라 혁명문학파 동료들과도 자주 전투적 설전을 벌이었으며 루쉰의 정치적 성격도 보다 짙어졌다. 하지만 스스로는 자신을 '프티부르주아'라고 여겼고 자본가와 서방 세력에 대한 투쟁을 통해 새사회를 달성해야한다고 굳게 믿었다. 그의 사상 • 문학은 중국의 온전치 못하였던 현실에 기반을 둔 것이지만, 그가 가속시킨 투쟁이 공산당의 혁명을 이행하는 영향에서 자유로울 수는 없었다. 그는 신민주주의와는 거리를 두고 문명과 제도의 건설에 주의를 기울이던 지식인은 아니었지만, 그 자신이 프롤레타리아 국제주의를 거쳐 스탈린주의로 이행하던 중에 생을 마쳤다. 그는 1936년 상해의 조계지에서 작가적 자유를 얼마만큼 누리던 중에 폐질환으로 사망하였다. 그는 일생 많은 번역을 남겼고 오사운동 이래의 중화인민공화국의 혁명과 다른 아시아 국가에도 크게 영향을 끼쳤으며 당시의 작가 연구에 참고가 될만한 잡문, 산문도 많이 후세에 남겼다.

## 루쉰문학상
루쉰문학상은 중국 공산당의 마르크스-레닌주의와 마오쩌둥주의를 이어받는 취지에서 1998년부터 중국 공산당의 중국 좌익작가연맹의 후신이 되는 중국 작가협회 작가들을 대상으로 수상을 해오고 있는데, 국내에서는 1988년에 남로당 계열의 공산주의 혁명 활동을 적극적인 필치로 다시 그려낸 소설 「태백산맥」,「아리랑」의 조정래 작가가 중국 공산당의 작가협회가 수여하는 외국의 특별 수상자로 선정된 바 있다

## 문학작품
- 광인일기: 중국 최초의 현대 중국어 소설이다. 피해망상광의 일기 형식을 빌려, 주위 사람이 자기를 잡아먹으려고 노리고 있다는 강박관념을 줄거리로 하여, 중국의 낡은 사회, 그 중에서도 가족제도와 그것을 지탱하는 유교도덕의 위선과 비인간성을 고발하고 있다. 구사회의 역사적 중압에 대한 인식과, 그 중압을 허물어 버리려는 소망을 구하라는 호소 속에 담은 작품이다.
- 고향: 루쉰의 작품은 대부분 풍자성이 강한 데 비해, 서정적인 면이 강하게 나타나 있어, 이를 통하여 따뜻한 인간성을 엿볼 수 있다. 주인공이 오랜만에 고향을 방문하면서 느끼는 변화와 상실감에 대한 내용을 다르고 있다. 전통적인 농촌 공동체의 붕괴와 사회적 변화를 주제로 한다.
- 아Q정전: 당시 중국의 낙후된 사회와 정신적 나태함을 비판하고, 중국인들의 정신 승리법 이라는 자기기만적 태도를 꼬집는다. 주인공은 자신이 처한 현실을 직시하지 않고 스스로 속이며 살아가는 인물이다. 이는 중국 사회 전반에 만연한 문제를 보여준다.

## 작품 속 구절
" 希望本是无所谓有，无所谓无的。这正如地上的路；其实地上本没有路，走的人多了，也便成了路。”
'원래는 있는 것은 상관없고, 없는 것은 상관없다. 이는 땅 위의 길과 같다. 사실 땅에는 길이 없다. 사람이 많이 걸으면 길이 된다.'
이 구절은 루쉰의 작품  '고향'에서 나오는 유명한 구절이다. 이는 희망이란 스스로 만들어가는 것임을 상징적으로 표현한 문장이다.

## 영향
루쉰의 글은 전통적인 가치와 제도를 비판하며, 중국 사회의 혁신과 발전을 촉구했다. 특히 지식인들의 책임을 강조하며, 그들이 사회의 변화를 이끌어야 한다고 주장했다. 루쉰의 작품은 중국의 문학, 철학 분야에서 깊은 영향을 미쳤고, 중국의 사상들에게도 큰 영향을 주었다.

## 평가
루쉰은 중국 문학의 고전으로 여겨진다. 그의 소설은 현대 중국 작가들 사이에서 가장 존경받는 작품으로 평가받고 있다. 그의 비판적 시각은 현대 사회 문제를 다루는 데 중요한 참고자료로 여겨진다. 중국에서 뿐만 아니라 국제적으로 인정받는 작가이다. 그의 작품은 여러 언어로 번역되어 세계적으로 읽히고 있다. 그의 작품은 여전히 많은 사람들에게 영향을 주고 있다.

## 기념
루쉰을 기념하는 여러가지 장소가 있다.
- 루쉰 기념관 : 상하이 루쉰 공원 내에 위치한다. 루쉰의 고향인 사오싱의 주택을 모방하여 지어진 건물이다. 기념관 내부에는 루쉰의 동상과 그의 작품에 대한 설명, 사진 등이 전시되어 있어 방문객들이 그의 문학 세계를 깊이 이해할 수 있도록 돕는다.
- 루쉰 공원 : 루쉰의 문학적 유산을 기리기 위해 다양한 조형물과 공간이 마련되어 있다.

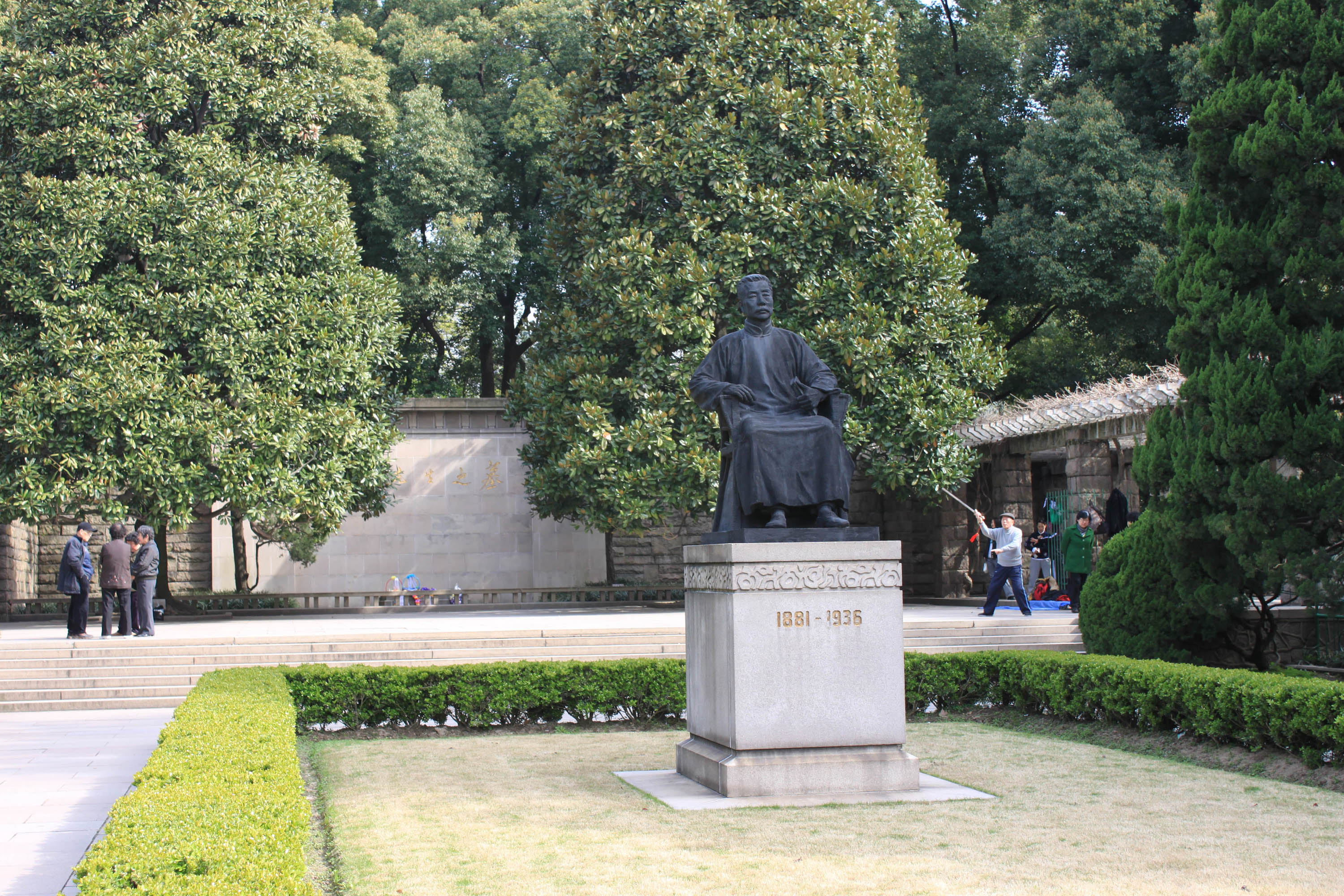
루쉰의 동상이 있는 루쉰 공원이다.

## 같이 보기
- 저우젠런
- 궈모뤄
- 후스